# ВК-108
ВК-108 — советский авиационный поршневой двигатель конструкции В. Я. Климова. Являлся дальнейшим развитием М-107А (ВК-107А) с увеличенным наддувом.
Отдельные узлы ВК-108 опробовались на доработанных двигателях ВК-107А начиная с ноября 1943 года. Опытный образец собственно ВК-108 изготовлен весной 1944 года. На протяжении 1944 года двигатель проходил испытания и доводку. Несколько раз ставился на государственные испытания, но не выдерживал их. Например, в июне 1944 года на совместных испытаниях разрушились коренные подшипники и растрескался картер, в октябре 1944 года на госиспытаниях оборвался шатун. Несмотря на это, в октябре — ноябре 1944 года двигатель проходил летные испытания на самолёте Пе-2Ф. Во время этих испытаний была выявлена неустойчивая работа ПЦН. Только в августе 1945 года двигатель успешно выдержал госиспытания.
Завод № 26 в городе Уфе (ныне ОАО «УМПО») выпустил 49 двигателей ВК-108 за 1944—1946 годы.
| годы             | 1944 | 1945 | 1946 | Всего |
| ---------------- | ---- | ---- | ---- | ----- |
| Завод № 26 (Уфа) | 6    | 27   | 16   | 49    |

Доводка ВК-108 была прекращена в 1947 году в связи с загрузкой конструкторского бюро работами по реактивной тематике.

## Конструкция
Двигатель ВК-108 представлял собой 12-цилиндровый, рядный, V-образный, карбюраторный двигатель и являлся дальнейшим развитием двигателя М-107А (ВК-107А) с увеличенным давлением наддува. ВК-108 от предшественника отличался двухскоростным ПЦН с улучшенными параметрами движения воздуха и повышенными оборотами вала нагнетателя за счет введения нового привода ПЦН. Кроме того, был введен лопаточный диффузор и усилена крыльчатка ПЦН.
Также были изменены уплотнения блока, усилен коленчатый вал, была изменена конструкция гильзы, были усилены поршни и упругая муфта коленчатого вала, были внесены изменения в газораспределительный механизм. Изменения в системе смазки: была добавлена ещё одна маслопомпа. Изменения в системе зажигания: было установлено новое магнето.
Охлаждение двигателя — водяное, зимой использовали антифризы — этиленгликолевые или глицериновые.
Имеются упоминания о том, что на нескольких экземплярах двигателя ВК-108 испытывалась система непосредственного впрыска топлива.

## Модификации
Известны следующие варианты двигателя:
- ВК-108, тип 1944 года — номинальная мощность 1550 л. с., максимальная (взлётная) мощность — 1850 л. с. Двигатель проходил лётные испытания на истребителе Як-3 в период с декабря 1944 года по март 1945 года. Испытания были прекращены в связи с неудовлетворительной работой мотора: тряской, дымлением, частыми поломками. В декабре 1945 года эта модификация двигателя испытывалась на опытном высотном бомбардировщике ОКБ Мясищева В. М. ВБ-109.
- ВК-108Ф — было изготовлено несколько экземпляров в первом квартале 1946 года. Заводские стендовые испытания велись в сентябре 1946 года. Номинальная мощность двигателя — 1550 л. с., максимальная (взлётная) мощность — 2000 л. с. Доводка двигателя была прекращена в 1947 году в связи с загрузкой КБ работами по реактивной тематике и постепенного перехода отечественной авиации на ТРД.
- ВК-108НВ — вариант двигателя ВК-108 с непосредственным впрыском топлива, изготовлено несколько экземпляров.

## Применение
Двигатели ВК-108 устанавливался на опытных образцах самолетов Як-3, ДБ-2ВК-108 и ВБ-109. Модификация Як-3 с ВК-108 стала самым быстрым советским поршневым истребителем, показав на испытаниях скорость 745 км/ч..